# Lady Grey
Pour les articles homonymes, voir Lady Grey (homonymie).
Le Lady Grey est un mélange de thé noir aromatisé à l'huile essentielle de bergamote, au zeste de citron et d'orange, variante de l'Earl Grey.

## Histoire
L'Earl Grey ne se vend guère dans les marchés scandinaves, qui trouvent son goût trop âcre. Début des années 1990, Twinings a alors l'idée d'y ajouter d'autres agrumes ; ce nouveau mélange est appelé Lady Grey et est d'abord commercialisé en Norvège en 1994 avant d'être disponible sur le marché anglais en 1996.

## Étymologie
Il est ainsi nommé en l'honneur de Mary Elizabeth Grey, épouse de Charles Grey, qui lui a donné son nom à l'Earl Grey.
Mary Elizabeth Grey est morte en 1861, soit 133 ans avant la commercialisation de ce thé.

## Composition
Variante de l'Earl Grey, le Lady Grey est également un thé noir aromatisé à l'huile de bergamote, en proportion moindre que pour l'Earl Grey, mais dans lequel il a aussi été ajouté des zestes de citron et d'orange.
Le produit de Twinings comporte également du bleuet, tandis que d'autres marques ajoutent également de la lavande, et parfois omettent le zeste d'orange[réf. nécessaire].

## Dégustation
Un article comparant l'Earl Grey et le Lady Grey note que ces thés sont consommés avec ou sans lait.

## Droit des marques
Lady Grey est une marque déposée de Twinings aux États-Unis depuis le 10 mars 1995. Twinings déclare dans cet enregistrement que la première utilisation remonte à 1985, et dans le commerce à 1994. La marque est renouvelée en 2006.